# Luisa Cappiani
Luisa Kapp-Young, coneguda també pel nom artístic de Luisa Cappiani (Trieste, Itàlia, 23 d'abril de 1835 – Zúric, Suïssa, 27 de setembre de 1919), fou una soprano dramàtica operística austríaca, pedagoga musical i assagista, que va utilitzar el principi de l'emissió d'arpa eòlica de to, que exclou tot esforç en la gola i preserva la veu.
Kapp-Young va debutar l'any 1859 després de la mort del seu marit, Gisbert Kapp. El 1861 va cantar òperes de Wagner a Rotterdam. Als Estats Units d'Amèrica va aparèixer l'any 1867 encara sota el cognom de Kapp-Young. Després de romandre diverses temporades a Itàlia, va tornar als EUA i es va establir com a professora, ja sota el nom de Cappiani. Va exercir com a tal a Boston i a la ciutat de Nova York. El 1884 va ser un dels fundadors originals de la Federació Americana de Músics, sent l'única dona escollida com a fundadora. Després de 1899 va viure permanentment a Milà, morint a Zúric l'any 1919.

## Formació inicial
Luisa Young va néixer el 23 d'abril de 1835 a Trieste. El seu avi patern fou un reconegut professor escocès de la Universitat de Múnic. El seu pare fou un tenor dramàtic de la Hof-Capelle de Múnic i la seva mare una dona alemanya de posició social elevada. El seu germà, Frederic Young, va ser també un tenor dramàtic.
Als sis anys Luisa Kapp-Young era considerada un nen prodigi musicalment parlant, rebent una educació musical acurada a càrrec dels seus pares. Va continuar-la més tard al Conservatori de Viena. Allà van ser els seus mestres Josephine Fröhlich i el tenor Passadonna. Més tard, a Itàliaho, van ser San Giovanni, Vanucini, Gamberini, el Romani i Francesco Lamperti.

## Carrera

### Com a cantant
Luisa es va casar a disset anys amb Gisbert Kapp, un conseller austríac. El seu marit va morir tres anys després, deixant-la amb dos nens: un fill, també anomenat Gisbert Kapp, i una filla. Va comptar amb una petita pensió, amb la qual havia de tirar endavant la seva família. Després d'un període de dol, Luisa va començar a fer ús de la seva formació per tal de guanyar diners per a l'educació dels seus fills. En començar la seva carrera musical, el 1859, va combinar els seus cognoms de casada i soltera, Kapp i Young, en la forma Kapp-Young.
Els amics aristocràtics de Kapp-Young la van persuadir per fer dos concerts públics, que van tenir un enorme èxit, de manera que Anton Rubinstein i Piatti la van contractar pels seus concerts de Viena, on vivia Luisa amb la seva mare. Després va ser contractada per a uns concerts a les corts de Viena, Praga i el ducat de Saxe-Coburg i Gotha. A Múnic, els seus concerts li van proporcionar una invitació per a cantar a l'òpera. El 13 de maig de 1860, Kapp-Young va fer el seu debut operístic cantant, al costat del seu germà Frederic, en l'òpera La Juive de Fromental Halévy. Ell va cantar el personatge d'Éléazar, Luisa el de Rachelle, amb un gran èxit. Després va aparèixer a Londres sota els auspicis i a la residència de la Viscontessa Palmerston. Més tard, va tenir un gran èxit cantant davant la reina Victòria a la Sala d'Or del Palau de Buckingham, en un concert en honor del rei Leopold de Bèlgica. Els seus professors, pel que fa a les escenificacions, van ser el seu germà Frederic i la seva esposa, a més de Lucile Grahn. Després d'aparèixer al Teatre Reial de Hannover, va ser cridada a Frankfurt del Main i després al Gran ducat de Hessen i del Rin. A petició de l'Intendent, va debutar allí com a Lucrezia. Les seves interpretacions de Valentine en Les Huguenots, Fides en Le Prophète, i Leonore en Fidelio van impressionar Hermann Levi, aleshores al capdavant de la Gran Ópera de Rotterdam, qui la va contractar després de la representació d'Elizabeth en Tannhauser. La seva aparició a Rotterdam com Ortrud a Lohengrin va ser molt exitosa. Després d'això va aparèixer a Pest, Praga i Viena.
La mort sobtada de la seva mare li va causar una severa malaltia. Una estada a Como li va restaurar la seva salut, de manera que va poder cantar a Bèrgam en un festival. Després d'això, va cantar en italià el seu gran paper de Valentine, a La Scala de Milà, i després va complir els seus compromisos d'òpera italiana a Bucarest i al Teatre Imperial de Niça. A continuació va participar en el carnaval de Parma, on va estrenar el paper de Selika de L'Africaine, un paper que va cantar trenta-dues vegades en aquella sessió de carnaval. Yianesi, el director del Liceu de Barcelona, la va contractar a continuació per a la temporada 1865-1866 del teatre barceloní. En aquella temporada va cantar les òperes Roberto il diavolo, de Giacomo Meyerbeer, Un ballo in maschera i Ernani de Verdi, Don Giovanni de Mozart i L'Africana. El Teatre Imperial de Tbilisi, en Rússia, va suposar el seu següent triomf. Al final de la temporada va contraure bronquitis. Amb el permís d'un metge insensat i persuadida per l'Intendent i el Príncep, va actuar a Tbilissi malgrat la malaltia. Va estar a punt de morir per asfíxia. En setembre de 1868 la ciutat d'Arezzo, arran d'un festival al qual va participar en la ciutat, li va concedir la medalla d'or del mèrit per un reial decret del rei Víctor Manuel II d'Itàlia.

### Com a professora
Uns quants mesos després del festival d'Arezzo, Kapp-Young va acceptar un compromís de Max Maretzek per a l'Acadèmia de Música de la ciutat de Nova York. El viatge tempestuós als EUA li va provocar una recaiguda en la seva malaltia, malgrat la qual cosa va aparèixer amb notable èxit en L'Africaine a l'Acadèmia de Música en la temporada 1868-69. En aquella època va trobar alguns mètodes vocals afortunats que li van permetre superar les dificultats que li havia causat la bronquitis. El coneixement d'aquests mètodes de cant la va fer famosa més tard en la seva tasca de professora de cant. Després d'una temporada als EUA es va retirar dels escenaris, traslladant-se a viure a Milà.
Al llarg de molts anys Kapp-Young va donar classes arreu d'Europa; a Londres entre d'altres alumnes tingué la mezzosoprano sueca Gertrud Pålson-Wettergren. Després de rebre moltes peticions d'estudiants estatunidencs, va decidir marxar als EUA, establint-se a Boston. Va ser aleshores quan va canviar el seu cognom artístic a Cappiani, arran d'un concert en la Universitat Harvard. Durant aquest període d'ensenyament va trobar temps per aparèixer ocasionalment en concerts. Tot i que la seva veu no podia ja resistir el cansament d'una òpera sencera, va conservar la seva dolçor i el seu poder per a actuacions en sales de concert.

## Últims anys

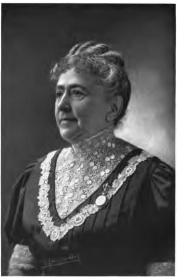
Luisa Cappiani (1908)

Kapp-Young va estar activament connectada a l'Associació Nacional de Professors de Música (fundada el 1876) des dels seus inicis, així com a l'organització de l'Estat de Nova York. Ella va ser l'única dona el 1894 al jurat de la Federació Americana de Músics en Cleveland, Ohio, elegida entre divuit professors. Els seus assajos sobre la veu van ser reproduïts en molts documents sobre música, tant dels EUA com en altres països, notablement a Alemanya. L'any 1894 va deixar Boston per a instal·lar-se a Nova York. Després d'una estada a la casa italiana de la seva filla, va retornar als EUA, tornant a l'ensenyament el 1895. Després de 1899 va viure permanentment a Milà. Va morir a Zuric el 27 de setembre de 1919.

### Atribucions
Aquest article incorpora text de diverses publicacions de domini públic:
- Cappiani, Luisa. Practical Hints and Helps for Perfection in Singing. domini públic.  Leo. Feist, 1908.
- Dodd, Mead and Company. The New International Year Book. domini públic.  Dodd, Mead and Company, 1920.
- Limburg an der Lahn. Archiv für Sippenforschung und Alle Verwandten Gebiete ("Archives of genealogical research") (en alemany).  Limburg an der Lahn, 1966.
- Music Publications. Musical America. 31. domini públic.  Music Publications, Limited, 1919.
- W.B. Conkey Company. The Congress of Women Held in the Woman's Building: World's Columbian Exposition, Chicago, U.S.A., 1893. domini públic.  W.B. Conkey Company, 1894.
- Werner's Magazine Company. Werner's Magazine: A Magazine of Expression. 16. domini públic.  Werner's Magazine Company, 1894.
- Willard, Frances Elizabeth; Livermore, Mary Ashton Rice. A Woman of the Century: Fourteen Hundred-seventy Biographical Sketches Accompanied by Portraits of Leading American Women in All Walks of Life. domini públic.  Moulton, 1893.